# Stanislav Řezáč
Stanislav Řezáč (19 aprile 1973) è un fondista ceco specializzato nelle gare a lunga distanza (granfondo).

## Biografia
In Coppa del Mondo ha debuttato il 14 dicembre 1994 a Tauplitzalm (37º). In carriera ha partecipato a un'edizione dei Campionati mondiali, Ramsau am Dachstein 1999 (46º nella 50 km).
Si dedica principalmente alla Marathon Cup/Worldloppet Cup, manifestazione svolta sotto l'egida della FIS che ricomprende gare su lunghissime distanze (granfondo). In questa specialità ha colto i suoi più importanti successi, aggiudicandosi il trofeo  nel 2005 e nel 2012. Řezáč ha tra l'altro vinto quattro edizioni della Birkebeinerrennet, granfondo norvegese, nel 2002, 2005, 2008 e 2011.

## Palmarès

### Coppa del Mondo
- Miglior piazzamento in classifica generale: 84º nel 2006

### Marathon Cup/Worldloppet Cup
- Vincitore della Marathon Cup nel 2005 e nel 2012
- 32 podi:
  - 10 vittorie
  - 13 secondi posti
  - 9 terzi posti

#### Marathon Cup - vittorie
| Data             | Gara               | Località      | Nazione   | Spec.       |
| ---------------- | ------------------ | ------------- | --------- | ----------- |
| 1º febbraio 2004 | König-Ludwig-Lauf  | Oberammergau  | Germania  | 55 km TC MS |
| 30 gennaio 2005  | Marcialonga        | Val di Fiemme | Italia    | 70 km TC MS |
| 6 febbraio 2005  | König-Ludwig-Lauf  | Oberammergau  | Germania  | 55 km TC MS |
| 19 marzo 2005    | Birkebeinerrennet  | Lillehammer   | Norvegia  | 54 km TC MS |
| 5 febbraio 2006  | König-Ludwig-Lauf  | Oberammergau  | Germania  | 50 km TC MS |
| 15 marzo 2008    | Birkebeinerrennet  | Lillehammer   | Norvegia  | 54 km TC MS |
| 19 marzo 2011    | Birkebeinerrennet  | Lillehammer   | Norvegia  | 54 km TC MS |
| 8 gennaio 2012   | Jizerská padesátka | Monti Iser    | Rep. Ceca | 50 km TC MS |
| 5 febbraio 2012  | König-Ludwig-Lauf  | Oberammergau  | Germania  | 50 km TC MS |
| 7 febbraio 2015  | Transjurassienne   | Mouthe        | Francia   | 56 km TC MS |

Legenda:

TC = tecnica classica

MS = partenza in linea